# Crnogorska pravoslavna crkva između Petrograda i Carigrada (1766. – 1918.)
Crnogorska pravoslavna crkva između Petrograda i Carigrada (1766. – 1918.) je knjiga crnogorskoga novinara Vladimira Jovanovića, koja je objavljena listopada 2013. u Podgorici.

### Sadržaj
Autor u knjizi objavljuje za crnogorsku historiografiju dosad nepoznata povijesna dokumenta o vezama Crnogorske pravoslavne crkve s Ruskom pravoslavnom crkvom i Carigradskom patrijaršijom.
Knjiga sadrži sljedeća poglavlja:
- Uvodne napomene
- Međucrkveni položaj Crnogorske pravoslavne crkve 1766. – 1918.
- O Njegošu kao poglavaru Crnogorske pravoslavne crkve
- Poslanice Carigradske patrijaršije poglavarima autokefalnih crkava - odgovori Crnogorske pravoslavne crkve
- Petrograd - Cetinje: Prepiska predsjedavajućih svetih sinoda Ruske i Crnogorske pravoslavne crkve (1909.)
- Normativno preustrojavanje Crnogorske pravoslavne crkve: Ruske recenzije iz 1905. i 1910.

### Citati
(Napomena: citati kao i u izvorniku, na crnogorskom)